# Alebion elegans
Az Alebion elegans a Hexanauplia osztályának Siphonostomatoida rendjébe, ezen belül a vízitetvek (Caligidae) családjába tartozó faj.

## Tudnivalók
Mint sok más rokona, az Alebion elegans is élősködő életmódot folytat. A gazdaállatai a következők: fonócápa (Carcharhinus brevipinna), citromcápa (Negaprion brevirostris), nagy pörölycápa (Sphyrna mokarran) és vaksi pörölycápa (Sphyrna tudes).